# Пустыня Алворда
Пустыня Алворда (англ. Alvord Desert) — пустыня в Соединённых Штатах Америки, расположенная на юго-востоке штата Орегон, в регионе Большого Бассейна.
Пустыня представляет собой дно высохшего солёного озера длиной 19,2 км и шириной 11,2 км, находится на высоте около 4000 футов (1200 м). Отделена от Тихого океана Каскадными горами и Береговыми хребтами и топографически является их дождевой тенью. Западная граница проходит вдоль гор Стинс-Маунтин. На севере и западе пустыни расположены горячие источники. Около 15. тыс. лет тому назад, пустыня была частью озера Алворда, в наше время находящегося в 15 км от пустыни. В конце XIX-начале XX века пустыня разрабатывалась как месторождение буры.
Поверхность пустыни настолько плоская, что позволяет посадку небольших самолётов. В 1976 году гонщица Китти О’Нил установила здесь женский рекорд скорости на наземном транспортном средстве — 824 км/ч. В 2019 году в пустыне Алворда был установлен новый женский мировой рекорд скорости для наземных транспортных средств — 841,338 км/ч; гонщица Джесси Комбс (англ. Jessi Combs) погибла во время рекордного заезда.
Пустыня названа в честь американского военного и натуралиста Бенджамина Алворда (англ. Benjamin Alvord), командовавшим Орегонским военным округом во время Гражданской войны в США.

## Климат
В Алворде преобладает холодный аридный климат, на протяжении всего года выпадает очень мало осадков — до 180 мм.
Зимой температура редко опускается ниже 0 градусов, благодаря южным потокам воздуха. Ночью температура может доходить до −7 градусов, днём от 4 до 10 градусов тепла.
Благодаря штормам и дождям весной выпадает основная часть осадков. Дожди временно образуют небольшой водоём. Ночью температуры могут достигать отрицательных значений, днём от 10 до 16 градусов тепла.
Лето сухое и жаркое, ночью от 10 до 18 градусов тепла, днём от 29 до 38 градусов тепла.
Осень — одно из самых засушливых времен года. Ночью температура от 4 до 10 градусов тепла, днём от 16 до 27 градусов тепла.
| Показатель                          | Янв. | Фев. | Март | Апр. | Май  | Июнь | Июль | Авг. | Сен. | Окт. | Нояб. | Дек. | Год  |
| ----------------------------------- | ---- | ---- | ---- | ---- | ---- | ---- | ---- | ---- | ---- | ---- | ----- | ---- | ---- |
| Абсолютный максимум, °C             | 19   | 24   | 26   | 34   | 36   | 41   | 42   | 42   | 39   | 36   | 24    | 18   | 42   |
| Средний суточный максимум, °C       | 6,4  | 9,3  | 14,2 | 17,8 | 23,1 | 28,8 | 34,6 | 33,8 | 28,4 | 20,3 | 11,4  | 5,8  | 19,5 |
| Средний суточный минимум, °C        | −5,7 | −4,4 | −1,8 | −0,3 | 3,8  | 7,6  | 11,9 | 10,8 | 5,9  | 1    | −3,1  | −5,8 | 1,7  |
| Абсолютный минимум, °C              | −29  | −32  | −18  | −14  | −10  | −4   | −2   | −3   | −8   | −19  | −20   | −32  | −32  |
| Источник: NOAA, The Weather Channel |      |      |      |      |      |      |      |      |      |      |       |      |      |